# Гаёвник, Михал
Ми́хал Гаёвник (пол. Michał Gajownik; 15 декабря 1981, Хшанув — 13 ноября 2009, там же) — польский гребец-каноист, выступал за сборную Польши в первой половине 2000-х годов. Участник летних Олимпийских игр в Сиднее, двукратный чемпион мира, чемпион Европы, победитель многих регат национального и международного значения. Был дисквалифицирован на два года за нарушение антидопинговых правил. Погиб в автокатастрофе.

## Биография
Михал Гаёвник родился 15 декабря 1981 года в городе Хшануве Малопольского воеводства. Активно заниматься греблей начал с раннего детства, проходил подготовку в Познани в местном спортивном клубе «Познания».
Первого серьёзного успеха на взрослом международном уровне добился в 2000 году, когда попал в основной состав польской национальной сборной и побывал на домашнем чемпионате Европы в Познани, откуда привёз награду золотого достоинства, выигранную в зачёте двухместных каноэ на дистанции 1000 метров. Благодаря череде удачных выступлений удостоился права защищать честь страны на летних Олимпийских играх в Сиднее — в одиночках на пятистах метрах выбыл из борьбы за медали уже после предварительного раунда, тогда как в двойках на тысяче метрах вместе с напарником Павлом Барашкевичем сумел дойти до финала, но в решающем заезде показал лишь восьмой результат.
После сиднейской Олимпиады Гаёвник остался в основном составе гребной команды Польши и продолжил принимать участие в крупнейших международных регатах. Так, в 2001 году он выступил на европейском первенстве в Милане, где стал бронзовым призёром в четвёрках на двухстах и тысяче метрах. Год спустя на мировом первенстве в испанской Севилье одержал победу в километровой гонке четырёхместных экипажей.
Гаёвник рассматривался как основной кандидат на участие в Олимпийских играх в Афинах, однако в 2003 году в его крови был обнаружен запрещённый анаболический стероид нандролон, в результате чего спортсмена дисквалифицировали и отстранили от соревнований сроком на два года. В 2005 году, отбыв срок наказания, он вернулся в большой спорт: на чемпионате Европы в Познани выиграл две серебряные награды, в километровой и полукилометровой программах каноэ-четвёрок, в то время как на чемпионате мира в хорватском Загребе среди четвёрок получил бронзу на пятистах метрах и золото на тысяче метрах, став таким образом двукратным чемпионом мира. Вскоре по окончании этих соревнований в 2006 году принял решение завершить карьеру профессионального спортсмена, уступив место в сборной молодым польским гребцам.
13 ноября 2009 года в возрасте 27 лет погиб в своём родном городе Хшануве в результате дорожно-транспортного происшествия — на своей машине съехал на обочину и врезался в столб линии электропередачи (при этом сидевший рядом с ним пассажир остался жив).